# Eduard Saltoft
Edvard (Eduard) Anders Christian Saltoft, född den 3 september 1883 i Köpenhamn, död där den 2 maj 1939, var en dansk målare.
Saltoft gick på akademien 1901–1902 och utställde på Charlottenborg från 1905. Under första världskriget var han en tid "Berlingske Tidendes" korrespondent i Ryssland och sedermera representant för Röda korset där. Han utförde en rad bilder från ryska revolutionen samt flera fullödiga figurbilder, såsom Højesteret (1913) och en del porträttlitografier.

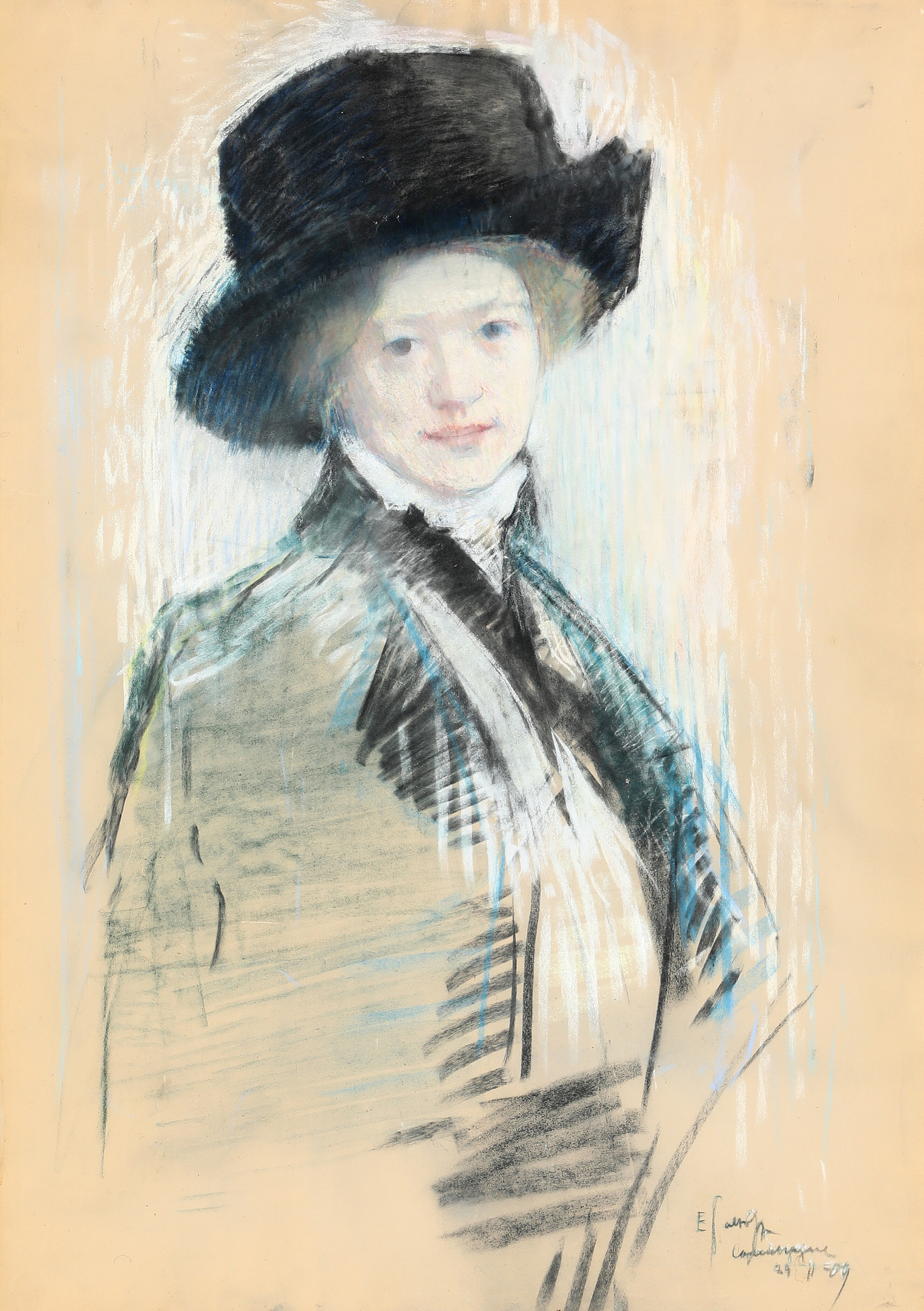
Porträtt av Bodil Ipsen 1909. Målad av Eduard Saltoft.